# Pont de les Drassanes

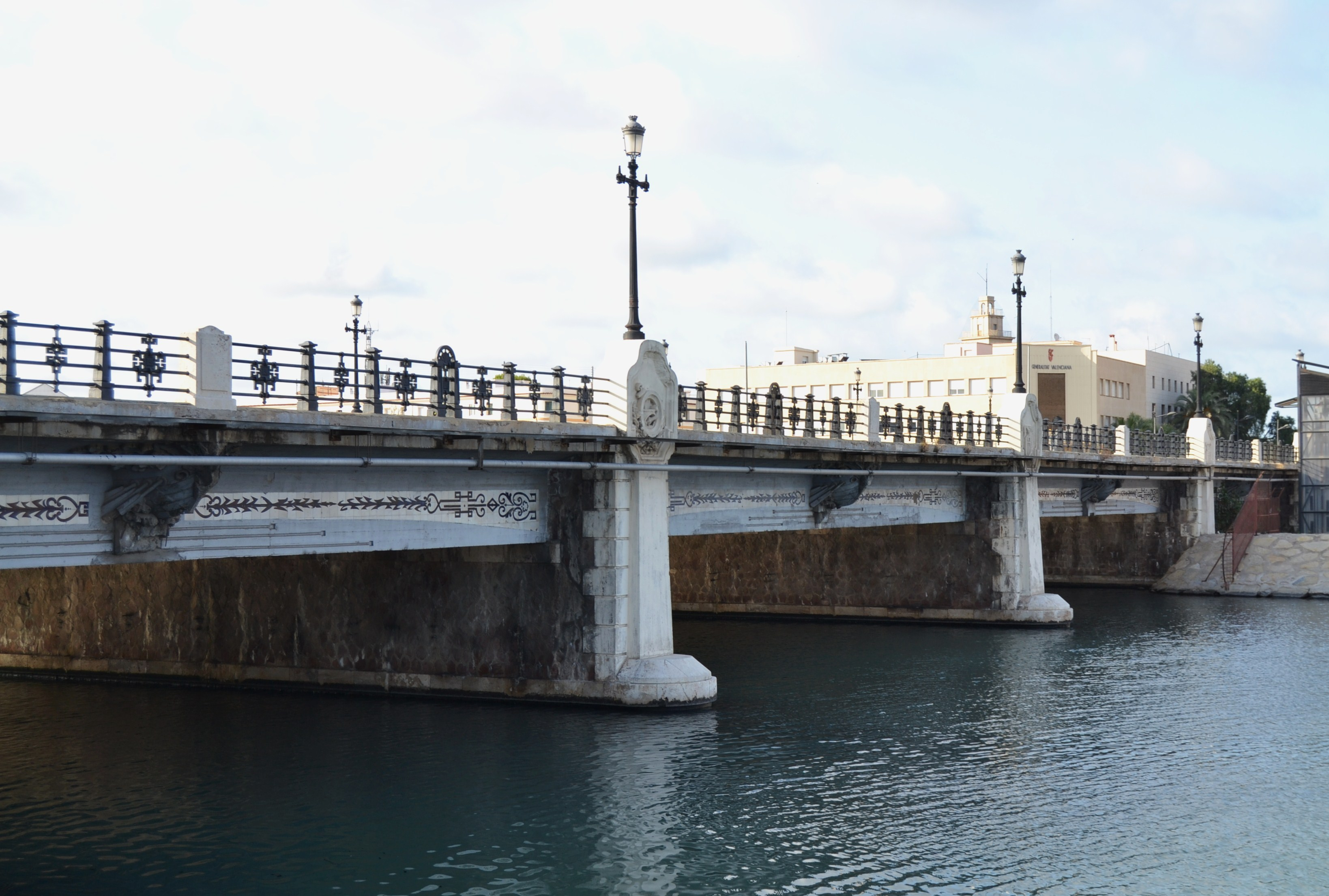
Pont de les Drassanes

El pont de les Drassanes o pont de Natzaret és un pont de València que travessa el riu Túria i connecta el barri de Natzaret i el camí de Moreres amb el Grau. Pren el seu nom per la proximitat de les drassanes, al Grau. Aquest és el darrer pont de l'antic llit del Túria abans de la seua desembocadura.